# Yens Peeters
Yens Peeters (Wilrijk, 25 juli 1991) is een Belgisch voormalig voetballer die onder contract stond bij Hoogstraten. Hij speelde voordien bij verscheidene andere Belgische ploegen waaronder KFC Sint-Job, Royal Antwerp, Cappellen en Sint-Niklase.

## Statistieken
| seizoen | club       | land   | competitie    | wed | goals |
| ------- | ---------- | ------ | ------------- | --- | ----- |
| 2009/10 | Antwerp FC | België | Tweede Klasse | 1   | 0     |
| 2010/11 | Antwerp FC | België | Tweede Klasse | 8   | 0     |
|         |            |        | Totaal        | 9   | 0     |

Laatst bijgewerkt 14-08-2010